# Malbranchea setosa
Malbranchea setosa är en svampart som beskrevs av Guarro. Malbranchea setosa ingår i släktet Malbranchea och familjen Myxotrichaceae.   Inga underarter finns listade i Catalogue of Life.